# Tadeusz Zieliński (filolog)
Tadeusz Stefan Zieliński, ps. „Eheu” (ur. 2 września?/14 września 1859 w Skrzypczyńcach, powiat kaniowski, gubernia kijowska, Imperium Rosyjskie, zm. 8 maja 1944 w Schondorf am Ammersee, Górna Bawaria) – polski historyk kultury, filolog klasyczny, profesor Uniwersytetu w Petersburgu i Uniwersytetu Warszawskiego, członek Polskiej Akademii Umiejętności.

## Życiorys
Był synem Franciszka (ziemianina, urzędnika kontroli państwowej) i Ludwiki Grudzińskiej. W latach 1869–1876 uczęszczał do Niemieckiego Gimnazjum Św. Anny w Petersburgu, następnie studiował na Uniwersytetach w Lipsku, Monachium i Wiedniu (1876–1881). W 1880 obronił doktorat na Uniwersytecie w Lipsku, w 1884 habilitował się na Uniwersytecie w Petersburgu i został docentem w Katedrze Języka Greckiego tej uczelni; w 1887 wraz z nominacją na profesora nadzwyczajnego objął kierownictwo tej Katedry. W tym samym roku uzyskał też doktorat filologii na Uniwersytecie w Dorpacie (na podstawie rozprawy Die Gliederung der altattischen Komodie). W 1890 uzyskał tytuł profesora zwyczajnego, w latach 1906–1908 pełnił funkcję dziekana Wydziału Historyczno-Filozoficznego Uniwersytetu Petersburskiego; wykładał ponadto życie i twórczość Adama Mickiewicza na Wyższych Kursach Żeńskich w Petersburgu, a w latach 1914–1916 przewodniczył Polskiej Radzie Szkolnej także w Petersburgu.

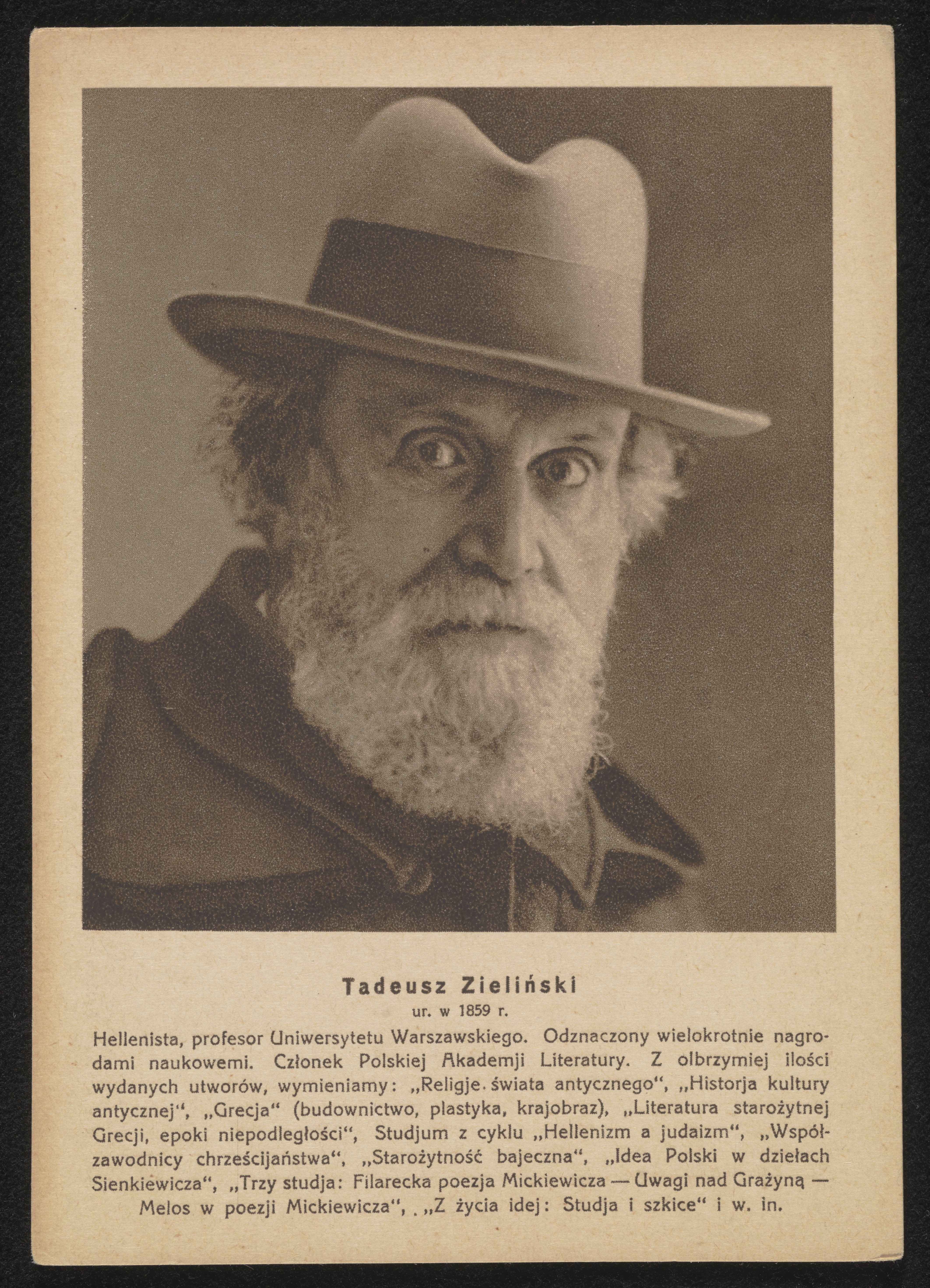
Tadeusz Zieliński na pocztówce z 1933 r.

W 1920 przeniósł się na Uniwersytet Warszawski, gdzie objął II Katedrę Filologii Klasycznej; w 1935 został mianowany profesorem honorowym tej uczelni (kierowanie Katedrą przejął Aleksander Turyn), ale wykłady z filologii klasycznej, kultury starożytnej i religioznawstwa kontynuował do wybuchu II wojny światowej. Prowadził badania naukowe – archeologiczne i filologiczne – m.in. we Włoszech, Grecji, Hiszpanii i Afryce Północnej, w 1922 kierował wieloosobową wyprawą naukową do Włoch.
W 1907 został powołany na członka czynnego Akademii Umiejętności w Krakowie (późniejszej Polskiej Akademii Umiejętności). W 1933 został wybrany do Polskiej Akademii Literatury. Należał również m.in. do Towarzystwa Naukowego Warszawskiego (1929; członek zwyczajny), Petersburskiej Akademii Nauk (1912; członek honorowy), Towarzystwa Naukowego we Lwowie (1920; członek czynny), Poznańskiego Towarzystwa Przyjaciół Nauk (1923; członek honorowy), Polskiego Towarzystwa Filologicznego, Pruskiej Akademii Nauk, Niemieckiego Instytutu Archeologicznego w Rzymie, Instytutu Studiów Etruskich we Florencji, Bawarskiej Akademii Nauk, Greckiej Akademii Nauk, Rosyjskiej Akademii Nauk, Brytyjskiej Akademii Nauk, Czeskiej Akademii Nauk, Akademii Śródziemnomorskiej w Monako. W 1922 należał do założycieli Towarzystwa Umiędzynarodowienia Łaciny i pełnił funkcję jego pierwszego prezesa (do 1939). Doktoraty honoris causa nadało mu wiele uczelni, m.in. Uniwersytet Jagielloński, Warszawski, Poznański i Wileński, a z zagranicznych uniwersytety w Atenach, Brnie, Brukseli, Paryżu, Groningen i Oksfordzie.
Był mocno krytykowany za swoje proniemieckie nastawienie – stał na czele tzw. Międzynarodowej Unii Intelektualnej, która w 1934 roku witała przybywającego z wizytą do Warszawy Goebbelsa. Kiedy wybuchła II wojna światowa Zieliński, za zgodą władz niemieckich, został wywieziony przez swojego syna do Monachium. Zatrzymał się w Schondorf nad Ammersee u syna Feliksa, nauczyciela miejscowego gimnazjum. Zmarł w 1944 w Schondorf i został pochowany na miejscowym cmentarzu przy kościele św. Anny. Według Olczakowej – proces demencji starczej był u progu wybuchu wojny u Zielińskiego już mocno posunięty i nie do końca zdawał sobie sprawy z wojny i sytuacji w jakiej się Polska i świat znalazły. Przeczy temu bezbłędne pod względem warsztatowym Chrześcijaństwo antyczne – wielkie, ukończone niedługo przed jego śmiercią dzieło, pisane w bardzo trudnych, także pod względem dostępu do źródeł, warunkach. Do końca życia tytułował się profesorem Uniwersytetu Warszawskiego.

## Profil badań
Prowadził badania porównawcze nad rozwojem eposu europejskiego; porównywał wątki w twórczości takich autorów jak Owidiusz, Szekspir i Puszkin, antyczne wątki wyszukiwał też u Mickiewicza i Nietzschego, a także poszukiwał antycznych pierwowzorów bohaterów Sienkiewicza i Reymonta. Był rzecznikiem kształcenia klasycznego; poświęcił temu m.in. rozprawę Starożytność antyczna a wykształcenie klasyczne (1920) oraz broszurę Świat antyczny a my (1922, wydanie pierwotne w języku niemieckim Die Antike und wir, 1905).
Był jednym z najwybitniejszych i najwszechstronniejszych badaczy świata antycznego. W latach 20. kilkakrotnie zgłaszano jego kandydaturę do literackiej Nagrody Nobla – w tym okresie zdarzały się wyróżnienia tą nagrodą nie tylko pisarzy, ale również filozofów (Rudolf Eucken, Bertrand Russell), historyków (Theodor Mommsen) czy mówców (Winston Churchill). W swoich badaniach specjalizował się w historii kultury antycznej, dziejach teatru greckiego, religioznawstwie, latynistyce. Opracował ważną monografię twórczości Sofoklesa (Sofokles i jego twórczość tragiczna, 1928). Z autorów rzymskich badał m.in. Plauta, Akcjusza, Wergiliusza, Horacego, Cycerona; temu ostatniemu poświęcił wysoko cenioną oraz wielokrotnie wznawianą i tłumaczoną monografię Cicero im Wandel der Jahrhunderte (1897). Efekt wieloletnich badań nad religiami świata antycznego przekazał w czterotomowej pracy Religie świata antycznego (1921–1934), nad którą pracował niemal do końca życia, także podczas pobytu w Bawarii; tej tematyce poświęcił także dzieło Hellenizm i judaizm (1928). W pracy Literatura starożytnej Grecji (1928) obok omówienia twórczości autorów helleńskich przedstawił wybór ich dzieł w tłumaczeniu własnym i Stefana Srebrnego; autorów starożytnych tłumaczył również na język rosyjski. Historię starożytnej Grecji i Rzymu przedstawił w cyklu Świat antyczny (Starożytność bajeczna, 1930; Grecja niepodległa, 1933; Rzeczpospolita rzymska, 1935; Cesarstwo rzymskie, 1938).
Był nie tylko wybitnym znawcą, ale też wielbicielem kultury antycznej. Jego zdaniem kultura starogrecka była podstawą wszystkich kultur europejskich. Głosił teorię „ciągłości psychologicznej”, wyrażającej się w dwu szeregach wyobrażeń: „wiecznej męskości” (Kronos – Zeus – Apollo – Bóg Ojciec) oraz „wiecznej kobiecości” (Demeter – Kybele – Izyda – Matka Boska), stoicyzm (nie judaizm) uznawał za rzeczywisty fundament chrześcijaństwa. Jego interpretacja chrześcijaństwa bliska była marcjonizmowi. Filohellenizm łączył z panslawizmem, uważał bowiem, że dusza słowiańska ma predyspozycje do właściwego odczuwania antyku, a zwłaszcza emocji dionizyjskich. W Słowianach odrodzić miał się antyk, gdyż byli predestynowani do scalenia dwóch jego skrzydeł: greckiego i rzymskiego („Trzecie Odrodzenie”). W celu zrealizowania tych idei działał w Związku Słowiańskim.

## Uczniowie
Wśród jego studentów byli m.in. Jerzy Manteuffel, Gabriela Pianko, Stefan Srebrny, Władysław Strzelecki, Aleksander Turyn, Lidia Winniczuk; Zieliński utrzymywał kontakt również z innymi młodymi filologami (m.in. Janem Parandowskim).

## Ordery i odznaczenia
- Krzyż Komandorski z Gwiazdą Orderu Odrodzenia Polski (8 listopada 1930)[12]
- Krzyż Komandorski Orderu Odrodzenia Polski (30 kwietnia 1925)[13]
- Krzyż Wielkiego Komandora Orderu Feniksa (Grecja)[14]

## Wybrane publikacje
Łącznie ogłosił ponad 900 publikacji.
- Die Marchenkomoedie in Athen (1885)
- Quaestiones comcae (1886)
- Idea usprawiedliwienia, jej geneza i rozwój (1899)
- Die Behandlung gleichzeitiger Ereignisse im antiken Epos (1901)
- Das Clauselgesetz in Ciceros Reden (1914)
- Das Ausleben des Clauselgesetzes in der roemischen Kunstprosa (1906)
- Der constructive Rhytmus in Ciceros Reden (1914)
- Hermes Trismegistos (1920)[15]
- Rzym i jego religia (1920)[16]
- Chrześcijaństwo starożytne a filozofia rzymska (1921)[17]
- Homeric psychology [1922][18]
- Grecja. Budownictwo, plastyka, krajobraz (1923)[19]
- L’evolution religieuse d’Euripide (1923)
- Literatura starożytnej Grecji epoki niepodległości (1923)
- Reflets de l’historie politique dans le tragedie grecque (1923)
- Tragodumenon. Libri tres (1925)[20]
- De Auge Euripidea (1927)
- Rozwój moralności w świecie starożytnym od Homera do czasów Chrystusa (1927)[21]
- Hellenizm a Judaizm (1927)[22][23]
- Filheleńskie poematy Byrona (1928)[24]
- Kleopatra (1929)[25]
- Legenda o złotym runie (1972)